# Blanca Foyos
Blanca Foyos es un cultivar de higuera de tipo higo común Ficus carica, unífera o sea una sola cosecha por temporada los higos de verano-otoño de higos con forma apeonzada algo achatada con piel de color de fondo verde claro con sobre color verde amarillento. Se cultiva principalmente en varias comarcas de Extremadura sobre todo para venta como producto seco, y en la Comunidad Valenciana.

## Sinonimia
- "sin sinónimo".[4][5][6][7]

## Características
Los higos 'Blanca Foyos' son higos de tamaño pequeño a medio y medianamente dulce. Azucarado y medianamente jugoso. Es una variedad unífera de tipo higo común, con una  producción media de higos.
Los higos maduran a partir de la segunda quincena de agosto hasta la tercera semana de septiembre. Con un periodo de cosecha largo y media de productividad. Son frutos de tamaño medio, dulces. Con piel elástica y ampliamente utilizados para el secado.

## Cultivo
'Blanca Foyos', es una variedad de higo común, interesante en su cultivo por la precocidad de la maduración tanto de brevas como de higos. Reconocida por su piel fina e intenso dulzor, que se cultiva mayoritariamente en varias comarcas de Extremadura sobre todo para el secado como higo paso.
En un ensayo, establecido en el año 2010 en la Finca La Orden de CICYTEX, se evalúan las producciones y la calidad de diversas variedades de higueras, entre ellas 'Blanca Foyos', con vistas a la mejora de sus rendimientos.